# 각하 (법률)
대한민국의 소송법에서 각하(却下)는 형식적인 요건의 미비로 청구 자체에 이유가 없다고 판단해 배척하는 처분으로, 형식적인 요건을 갖추어 소송을 수리하였으나 내용적 결함으로 소송을 종료하는 기각과 대비되는 개념이다. 소용요건의 존부(存否)는 원칙적으로 법원이 직권으로 조사하여(예외적으로 피고의 주장을 기다려서) 소송요건(상소의 경우는 상소의 요건)이 빠진 경우에는 보정을 명하고 보정을 할 수 없는 경우 또는 하지 않을 경우에는 소(上訴)를 부적법으로 보아 본안의 심판을 하지 아니하고 판결로써 소송을 종료시킨다(205조). 다만 관할위반의 소는 관할법원으로 이송한다(31조). 소송요건의 결함을 간과한 본안판결은 상소에 의하여 다툴 수 있다. 판결 확정 후에도 재심으로 다투는 경우가 있다.

## 같이 보기
- 기각판결